# Komunikacioni satelit
Komunikacioni satelit ili telekomunikacioni satelit je veštački Zemljin satelit namenjeni prvenstveno prenosu informacija (telekomunikacija). Savremeni telekomunikacioni sateliti su po pravilu aktivni, to jest primaju analogne ili digitalne signale s bazne postaje na Zemlji, pojačavaju ih i odašilju prema određenom području na Zemlji. Omogućuju više od 100 frekvencijskih kanala s predajnom snagom većom od 100 W. Energiju dobijaju iz sunčanih baterija, a projektovani su za vek trajanja od 15 godina. Sateliti u geostacionarnoj orbiti GEO (akronim od eng. Geostationary Earth Orbit) na visini 35 780 kilometara iznad ekvatora i s vremenom ophoda 24 sata vrte se (rotiraju) istom brzinom kao i Zemlja pa se, gledajući sa Zemlje, nalaze uvek na istom mestu. Jedan satelit može da pokrije 2/5 površine Zemlje, te se sa tri satelita može pokriti gotovo cela zemaljska kugla. Sateliti u niskoj Zemljinoj orbiti LEO (akronim od engl. Low Earth Orbit) na visinama do 1 500 km i s vremenom ophoda do nekoliko sati pokrivaju samo mali deo Zemljine površine. Kako bi se osiguralo da na bilo kojem delu Zemlje u svakom trenutku postoji barem jedan vidljivi satelit, potrebno je 50-ak veštačkih satelita za pokrivanje cele Zemlje. Sateliti u eliptičnim Munja-orbitama (nazvanim prema porodici sovjetskih komunikacionih satelita) s periodom obilaska Zemlje od 12 sati te apogejom iznad severne hemisfere, iznad koje provode veći deo trajanja svog orbitiranja, prikladni su za pokrivanje severnih područja, na primer Rusije. Niskoorbitalni sateliti imaju najkraći prenosni put signala pa su kašnjenja i gušenja signala manja nego kod satelita u geostacionarnoj orbiti.
Sateliti fiksnih službi održavaju vezu između velikih primopredajnih antenskih sistema postavljenih na Zemlji (zemaljske postaje), a koriste se na primer za prenos podataka unutar fiksne telefonske mreže pri prekomorskim komunikacijama, u čemu preuzimaju ulogu podmorskog optičkog kabla. Sateliti mobilne telefonije isprva su se primenjivali samo za posredovanje u komunikaciji s brodovima i vazduhoplovima, a u novije doba razvijaju se i komercijalne mreže satelitske telefonije. Takve mreže omogućuju korisniku da uz pomoć minijaturne zemaljske postaje ostvari vezu direktno sa satelitom, što je posebno korisno u udaljenim područjima koja nisu pokrivena signalom konvencionalne mobilne telefonije. Današnje mreže zasnovane su na geostacionarnim satelitima (sateliti Inmarsat ili Thuraya), ili na niskoorbitalnim satelitima (Iridium ili Globalstar), koji pokrivaju celu Zemljinu površinu, a omogućuju uspostavu veze uređajem posve nalik običnom mobilnom telefonu. Delove radiospektra te lokacije za satelite u geostacionarnim orbitama pojedinim korisnicima dodeljuje Svetska administrativna radiokonferencija. Za fiksne satelitske službe koriste se frekvencijski pojasevi S (od 1,55 do 5,20 GHz), X (od 5,20 do 10,90 GHz), K (od 10,90 do 36,00 GHz) i Q (od 36,00 do 46,00 GHz), koji se dele na potpojaseve i kanale.
Prvi aktivni telekomunikacioni satelit bio je Telstar.

## Istorija
Koncept geostationarnih komunikacijskih satelita prvi je predložio Artur Klark, zajedno sa Vahidom K. Sanadijem nadovezujući se na rad Konstantina Ciolkovskog. U oktobru 1945 Klark je objavio članak sa naslovom „Vanzemaljski releji” u britanskom magazinu Bežični svet. U tom članku je opisao principe koji stoje iza implementacije veštačkih satelita u geostacionarnim orbitama u svrhu prenosa radio signala. Stoga se, Arthr Klark često navodi kao izumitelj komunikacionih satelita i termin Klarkov pojas se koristi kao opis orbite.
Decenijama kasnije projekat pod imenom Komunikacioni Mesečev relej je bio telekomunikacioni projekat koji je sprovela mornarica Sjedinjenih Država. Njegov cilj je bio da se razvije sigurna i pouzdana metoda bežične komunikacije korišćenjem Meseca kao pasivnog reflektora i prirodnog komunikacijskog satelita.
Prvi veštački Zemljin satelit bio je Sputnik 1, koji je orbitu postavio Sovjetski Savez dana 4. oktobra 1957. On je bio opremljen sa radio-transmiterom koji je radio na dve frekvencije: 20.005 i 40.002  MHz. Sputnik 1 je lansiran kao jedan od glavnih koraka u istraživanju svemira i razvoja raketa. Međutim, on nije bio postavljen u orbitu s ciljem slanja podataka sa sa jedne tačke na Zemlji na drugu.
Prvi satelit za prosleđivanje komunikacije bio je Pionir 1, koji je trebao da bude lunarna sonda. Iako je svemirska letelica uspela da pređe samo na pola puta do Meseca, letela je dovoljno visoko da se isproba dokaz koncepta relejne telemetrije širom sveta, prvo od Kejp Kanaverala do Mančestera, Engleska; zatim od Havaja do Kejp Kanaverala; i konačno oko sveta od Havaja do Mančestera.
Prvi namenski izgrađeni satelit za relejne komunikacije bio Projekat  agencije NASA iz 1958. godine, koji je koristio magnetofon za čuvanje i prosleđivanje glasovnih poruka. On je poslužio za slanje božićne čestitke svetu od predsednika SAD-a Dvajta Ajzenhauera. Kurijer 1B, koji je izradila kompanija Filko, lansiran je 1960, i bio je prvi aktivni repetitorski satelit na svetu.

## Literatura
- Slotten, Hugh R (2022). Beyond Sputnik and the Space Race: The Origins of Global Satellite Communications. Johns Hopkins University Press.; online review
- Hilmes, Michele (2011). Network Nations: A Transnational History of American and British Broadcasting. (2011)
- John, Richard (2010). Network Nation: Inventing American Telecommunications. (Harvard U.P. 2010), emphasis on telephone
- Noll, Michael (2007). The Evolution of Media., 2007, Rowman & Littlefield
- Poe, Marshall T (2011). A History of Communications: Media and Society From the Evolution of Speech to the Internet. (Cambridge University Press; 2011) 352 pages; Documents how successive forms of communication are embraced and, in turn, foment change in social institutions.
- Wheen, Andrew (2011). DOT-DASH TO DOT.COM: How Modern Telecommunications Evolved from the Telegraph to the Internet. Springer.
- Wu, Tim (2010). The Master Switch: The Rise and Fall of Information Empires.
- Lundy, Bert (2008). Telegraph, Telephone and Wireless: How Telecom Changed the World.
- Wenzlhuemer, Roland (2013). Connecting the Nineteenth-Century World: The Telegraph and Globalization. Cambridge University Press. ISBN 9781107025288..
- Digital Innovation Observatories – School of Management Politecnico di Milano. „Space Economy Description”. Архивирано из оригинала 2020-10-23. г. Приступљено 2020-11-03.
- Romano, Anthony F. (2005). „SPACE A Report on the Industry” (PDF). Defense Technical Information Center. Архивирано (PDF) из оригинала 8. 10. 2012. г. Приступљено 15. 5. 2011.
- „Frequently Asked Questions”. Архивирано из оригинала 2018-11-22. г. Приступљено 2019-09-19.
- National Geographic (мај 1962). „Telephone a Star” (PDF). Архивирано (PDF) из оригинала 6. 9. 2012. г. Приступљено 15. 5. 2011.
- NASA (26. 4. 2011). „Telstar 1”. NASA. Архивирано из оригинала 14. 2. 2020. г. Приступљено 15. 5. 2011.
- „Significant Achievements in Space Communications and Navigation, 1958–1964” (PDF). NASA-SP-93. NASA. 1966. стр. 30—32. Архивирано (PDF) из оригинала 2013-11-03. г. Приступљено 2009-10-31.
- „Syncom 3”. NASA. 26. 4. 2011. Архивирано из оригинала 14. 2. 2020. г. Приступљено 16. 5. 2011.
- „TIROS”. NASA. Архивирано из оригинала 26. 5. 2020. г. Приступљено 16. 5. 2011.
- Hastings, David A.; William J. Emery (1992). „The Advanced Very High Resolution Radiometer (AVHRR): A Brief Reference Guide”. National Oceanic and Atmospheric Administration. Архивирано из оригинала 31. 1. 2017. г. Приступљено 16. 5. 2011.
- Whalen, David J. (30. 11. 2010). „Communications Satellites: Making the Global Village Possible”. NASA. Архивирано из оригинала 6. 11. 2019. г. Приступљено 16. 5. 2011.
- „Intelsat's Satellite Communication Highlights from the 60's”. Intelsat. Архивирано из оригинала 13. 7. 2011. г. Приступљено 16. 5. 2011.
- Martin, Donald H. (2000). Communication satellites. AIAA. стр. 220. ISBN 978-1-884989-09-4.
- Putkov, Vladimir (април 2007). „Sputnik and Russia's Outer Space Activities” (PDF). United Nations Institute for Disarmament Research. Архивирано из оригинала (PDF) 27. 7. 2011. г. Приступљено 16. 5. 2011.
- „The World's First National Synchronous Communications Satellite”. Boeing Company. 2011. Архивирано из оригинала 8. 1. 2010. г. Приступљено 16. 5. 2011.
- „ANIK The World's First Domestic Synchronous Communication Satellite”. Institute of Electrical and Electronics Engineers. Архивирано из оригинала 12. 10. 2017. г. Приступљено 16. 5. 2011.
- Jaeger, Ralph-W.; Claudon, Jean-Louis (мај 1986). Ariane — The first commercial space transportation system. Proceedings of the 15th International Symposium on Space Technology and Science. 2. Tokyo, Japan: AGNE Publishing, Inc. (објављено 1986). Bibcode:1986spte.conf.1431J. A87-32276 13–12.
- „Arianespace was founded in 1980 as the world's first launch services company”. arianespace.com. Архивирано из оригинала 18. 2. 2008. г. Приступљено 7. 3. 2008.
- „Iridium – the satellite phone always rings twice”. Wired. 7. 3. 1999. Архивирано из оригинала 19. 12. 2010. г. Приступљено 13. 6. 2011.
- „Commercial Space Transportation QUARTERLY LAUNCH REPORT” (PDF). Federal Aviation Administration. 1997. Архивирано (PDF) из оригинала 18. 9. 2018. г. Приступљено 13. 6. 2011.

## Spoljašnje veze
- Satellite Industry Association
- „European Satellite Operators Association”. Архивирано на веб-сајту  (6. октобар 2008)
- Satellite Glossary
- SatMagazine
- SatNews
- The future of communication satellite business
- „Communications satellites short history”. Архивирано на веб-сајту  (12. мај 2015) by David J. Whalen
- Beyond The Ionosphere: Fifty Years of Satellite Communication (NASA SP-4217, 1997)